# Kvalifikation til EM i fodbold 2012
Kvalifikationen til EM i fodbold 2012 begyndte 3. og 4. september 2010. Grupperne blev trukket 7. februar 2010. Værtslandene Polen og Ukraine er automatisk kvalificeret.

## Seedning
| Pot 1                                                                                               | Pot 2                                                                                                   | Pot 3                                                                                                  |
| --------------------------------------------------------------------------------------------------- | --- | --- |
| - Spanien - Tyskland - Holland - Italien - England - Kroatien - Portugal - Frankrig - Rusland       | - Grækenland - Tjekkiet - Sverige - Schweiz - Serbien - Tyrkiet - Danmark - Slovakiet - Rumænien        | - Israel - Bulgarien - Finland - Norge - Irland - Skotland - Nordirland - Østrig - Bosnien-Hercegovina |
| Pot 4                                                                                               | Pot 5                                                                                                   | Pot 6                                                                                                  |
| - Slovenien - Letland - Ungarn - Litauen - Hviderusland - Belgien - Wales - Nordmakedonien - Cypern | - Montenegro - Albanien - Estland - Georgien - Moldova - Island - Armenien - Kasakhstan - Liechtenstein | - Aserbajdsjan - Luxembourg - Malta - Færøerne - Andorra - San Marino                                  |

## Gruppespil

### Gruppe A
| Pos | Hold         | K  | V  | U | T | +  | -  | D   | P  |
| --- | ------------ | -- | -- | - | - | -- | -- | --- | -- |
| 1   | Tyskland     | 10 | 10 | 0 | 0 | 34 | 7  | +27 | 30 |
| 2   | Tyrkiet      | 10 | 5  | 2 | 3 | 13 | 11 | +2  | 17 |
| 2   | Belgien      | 10 | 4  | 3 | 3 | 21 | 15 | +6  | 15 |
| 4   | Østrig       | 10 | 3  | 3 | 4 | 15 | 17 | -2  | 12 |
| 5   | Aserbajdsjan | 10 | 2  | 1 | 7 | 10 | 26 | -16 | 7  |
| 6   | Kasakhstan   | 10 | 1  | 1 | 8 | 6  | 24 | -18 | 4  |

|              | Aserbajdsjan | Belgien | Kasakhstan | Tyrkiet | Tyskland | Østrig |
| ------------ | ------------ | ------- | ---------- | ------- | -------- | ------ |
| Aserbajdsjan | –            | 1-1     | 3-2        | 1-0     | 1-3      | 1-4    |
| Belgien      | 4-1          | –       | 4-1        | 1-1     | 0-1      | 4-4    |
| Kasakhstan   | 2-1          | 0-2     | –          | 0-3     | 0-3      | 0-0    |
| Tyrkiet      | 1-0          | 3-2     | 2-1        | –       | 1-3      | 2-0    |
| Tyskland     | 6-1          | 3-1     | 4-0        | 3-0     | –        | 6-2    |
| Østrig       | 3-0          | 0-2     | 2-0        | 0-0     | 1-2      | –      |

### Gruppe B
| Pos | Hold           | K  | V | U | T  | +  | -  | D   | P  |
| --- | -------------- | -- | - | - | -- | -- | -- | --- | -- |
| 1   | Rusland        | 10 | 7 | 2 | 1  | 17 | 4  | +13 | 23 |
| 2   | Irland         | 10 | 6 | 3 | 1  | 15 | 7  | +8  | 21 |
| 3   | Armenien       | 10 | 5 | 2 | 3  | 22 | 10 | +12 | 17 |
| 4   | Slovakiet      | 10 | 4 | 3 | 3  | 7  | 10 | -3  | 15 |
| 5   | Nordmakedonien | 10 | 2 | 2 | 6  | 8  | 14 | -6  | 8  |
| 6   | Andorra        | 10 | 0 | 0 | 10 | 1  | 25 | -24 | 0  |

|            | Andorra | Armenien | Irland | Nordmakedonien | Rusland | Slovakiet |
| ---------- | ------- | -------- | ------ | -------------- | ------- | --------- |
| Andorra    | –       | 0-3      | 0-3    | 0-2            | 0-2     | 0-1       |
| Armenien   | 4-0     | –        | 0-1    | 4-1            | 0-0     | 3-1       |
| Irland     | 3-1     | 2-1      | –      | 2-1            | 2-3     | 0-0       |
| Makedonien | 1-0     | 2-2      | 0-2    | –              | 0-1     | 1-1       |
| Rusland    | 6-0     | 3-1      | 0-0    | 1-0            | –       | 0-1       |
| Slovakiet  | 1-0     | 0-4      | 1-0    | 1-0            | 0-1     | –         |

### Gruppe C
| Pos | Hold       | K  | V | U | T | M+ | M- | MF  | P  |
| --- | ---------- | -- | - | - | - | -- | -- | --- | -- |
| 1   | Italien    | 10 | 8 | 2 | 0 | 20 | 2  | +18 | 26 |
| 2   | Estland    | 10 | 5 | 1 | 4 | 15 | 14 | +1  | 16 |
| 3   | Serbien    | 10 | 4 | 3 | 3 | 13 | 12 | +1  | 15 |
| 4   | Slovenien  | 10 | 4 | 2 | 4 | 11 | 7  | +4  | 14 |
| 5   | Nordirland | 10 | 2 | 3 | 5 | 9  | 13 | -4  | 9  |
| 6   | Færøerne   | 10 | 1 | 1 | 8 | 6  | 26 | -20 | 4  |

|            | Estland | Færøerne | Italien | Nordirland | Serbien | Slovenien |
| ---------- | ------- | -------- | ------- | ---------- | ------- | --------- |
| Estland    | –       | 2-1      | 1-2     | 4-1        | 1-1     | 0-1       |
| Færøerne   | 2-0     | –        | 0-1     | 1-1        | 0-3     | 0-2       |
| Italien    | 3-0     | 5-0      | –       | 3-0        | 3-0     | 1-0       |
| Nordirland | 1-2     | 4-0      | 0-0     | –          | 0-1     | 0-0       |
| Serbien    | 1-3     | 3-1      | 1-1     | 2-1        | –       | 1-1       |
| Slovenien  | 1-2     | 5-1      | 0-1     | 0-1        | 1-0     | –         |

### Gruppe D
| Pos | Hold                | K  | V | U | T | +  | -  | D   | P  |
| --- | ------------------- | -- | - | - | - | -- | -- | --- | -- |
| 1   | Frankrig            | 10 | 6 | 3 | 1 | 15 | 4  | +11 | 21 |
| 2   | Bosnien-Hercegovina | 10 | 6 | 2 | 2 | 17 | 8  | +9  | 20 |
| 3   | Rumænien            | 10 | 3 | 5 | 2 | 13 | 9  | +4  | 14 |
| 4   | Hviderusland        | 10 | 3 | 4 | 3 | 8  | 7  | +1  | 13 |
| 5   | Albanien            | 10 | 2 | 3 | 5 | 7  | 14 | -7  | 9  |
| 6   | Luxembourg          | 10 | 1 | 1 | 8 | 3  | 21 | -18 | 4  |

|              | Albanien | Hviderusland | Bosnien-Hercegovina | Frankrig | Luxembourg | Rumænien |
| ------------ | -------- | ------------ | ------------------- | -------- | ---------- | -------- |
| Albanien     | –        | 1-0          | 1-1                 | 1-2      | 1-0        | 1-1      |
| Hviderusland | 2-0      | –            | 0-2                 | 1-1      | 2-0        | 0-0      |
| Bosnien      | 2-0      | 1-0          | –                   | 0-2      | 5-0        | 2-1      |
| Frankrig     | 3-0      | 0-1          | 1-1                 | –        | 2-0        | 2-0      |
| Luxembourg   | 2-1      | 0-0          | 0-3                 | 0-2      | –          | 0-2      |
| Rumænien     | 1-1      | 2-2          | 3-0                 | 0-0      | 3-1        | –        |

### Gruppe E
| Pos | Hold       | K  | V | U | T  | +  | -  | D   | P  |
| --- | ---------- | -- | - | - | -- | -- | -- | --- | -- |
| 1   | Holland    | 10 | 9 | 0 | 1  | 36 | 8  | +28 | 27 |
| 2   | Sverige    | 10 | 8 | 0 | 2  | 31 | 11 | +20 | 24 |
| 3   | Ungarn     | 10 | 6 | 1 | 3  | 22 | 14 | +8  | 19 |
| 4   | Finland    | 10 | 3 | 1 | 6  | 16 | 16 | 0   | 10 |
| 5   | Moldova    | 10 | 3 | 0 | 7  | 12 | 16 | -4  | 9  |
| 6   | San Marino | 10 | 0 | 0 | 10 | 0  | 53 | -53 | 0  |

|            | FIN | UNG | MOL | HOL | SAN  | SVE |
| ---------- | --- | --- | --- | --- | ---- | --- |
| Finland    | –   | 0-0 | 4-1 | 0-2 | 8-0  | 1-2 |
| Ungarn     | 0-0 | –   | 2-1 | 0-4 | 8-0  | 2-1 |
| Moldova    | 2-0 | 0-2 | –   | 0-1 | 4-0  | 1-4 |
| Holland    | 2-1 | 5-3 | 2-1 | –   | 11-0 | 4-1 |
| San Marino | 0-1 | 0-3 | 0-2 | 0-5 | –    | 0-5 |
| Sverige    | 5-0 | 2-0 | 2-1 | 3-2 | 6-0  | –   |

### Gruppe F
| Pos | Hold       | K  | V | U | T | +  | -  | D   | P  |
| --- | ---------- | -- | - | - | - | -- | -- | --- | -- |
| 1   | Grækenland | 10 | 7 | 3 | 0 | 14 | 5  | +9  | 24 |
| 2   | Kroatien   | 10 | 7 | 1 | 1 | 18 | 7  | +11 | 22 |
| 3   | Israel     | 10 | 5 | 1 | 4 | 13 | 11 | +2  | 16 |
| 4   | Letland    | 10 | 3 | 2 | 5 | 9  | 12 | -3  | 11 |
| 5   | Georgien   | 10 | 2 | 4 | 4 | 7  | 9  | -2  | 10 |
| 6   | Malta      | 10 | 0 | 1 | 9 | 4  | 21 | -17 | 1  |

### Gruppe G
| Pos | Hold       | K | V | U | T | +  | -  | D   | P  |
| --- | ---------- | - | - | - | - | -- | -- | --- | -- |
| 1   | England    | 8 | 5 | 3 | 0 | 17 | 5  | +12 | 18 |
| 2   | Montenegro | 8 | 3 | 3 | 2 | 7  | 7  | 0   | 12 |
| 3   | Schweiz    | 8 | 3 | 2 | 3 | 12 | 10 | +2  | 11 |
| 4   | Wales      | 8 | 3 | 0 | 5 | 6  | 10 | -4  | 9  |
| 5   | Bulgarien  | 8 | 1 | 2 | 5 | 3  | 13 | -10 | 5  |

### Gruppe H
| Pos | Hold     | K | V | U | T | +  | -  | D   | P  |
| --- | -------- | - | - | - | - | -- | -- | --- | -- |
| 1   | Danmark  | 8 | 6 | 1 | 1 | 15 | 6  | 9   | 19 |
| 2   | Portugal | 8 | 5 | 1 | 2 | 21 | 12 | 9   | 16 |
| 3   | Norge    | 8 | 5 | 1 | 2 | 10 | 7  | 3   | 16 |
| 4   | Island   | 8 | 1 | 1 | 6 | 6  | 14 | -8  | 4  |
| 5   | Cypern   | 8 | 0 | 2 | 6 | 7  | 20 | -13 | 2  |

|          | Cypern | Danmark | Island | Norge | Portugal |
| -------- | ------ | ------- | ------ | ----- | -------- |
| Cypern   | –      | 1-4     | 0-0    | 1-2   | 0-4      |
| Danmark  | 2-0    | –       | 1-0    | 2-0   | 2-1      |
| Island   | 1-0    | 0-2     | –      | 1-2   | 1-3      |
| Norge    | 3-1    | 1-1     | 1-0    | –     | 1-0      |
| Portugal | 4-4    | 3-1     | 5-3    | 1-0   | –        |